# Eenzame bloedvogel
Eenzame bloedvogel is een sciencefictionverhalenbundel uit 1971 van de Belgische schrijver Eddy C. Bertin.

## Korte verhalen
1. Als een eenzame bloedvogel
2. Eenzame bloedvogel
3. Herbert George's tijdmachine
4. Een milde, rode regen
5. Om de wereld te redden
6. De raaf
7. De scriiik
8. Een stuk van je gezicht
9. Verpakking gooi je weg
10. Voor jou, poppetje
11. Het wachtend duister
12. Het wachthuis
13. Welkom terug onder de levenden
14. Een zomerdag, met vliegen